# Kana Ichinose
Kana Ichinose (市ノ瀬 加那, Ichinose Kana, née le 20 décembre 1996) est une doubleuse japonaise d'Hokkaidō. Elle joue son premier rôle principal en tant que Ichigo dans l'anime Darling in the Franxx.

## Biographie
En 2021, Ichinose est l'une des récipiendaires du prix de la meilleure nouvelle actrice lors des 15e Seiyu Awards.

## Filmographie

### Anime diffusés à la TV
- 2018 : Darling in the Franxx : Ichigo[2]
- 2018 : Iroduku : Le Monde en couleur : Asagi Kazeno[3]
- 2018 : Aikatsu Friends! : Chihori Kumano[4]
- 2019 : Boogiepop and Others : Aya Arihata[5]
- 2019-2023 : Kaguya-sama: Love is War : Maki Shijo[6]
- 2019 : Hitori Bocchi no Marumaru Seikatsu : Kako Kurai[7]
- 2019 : Fairy Gone : Marlya Noel[8]
- 2019 : Carole and Tuesday : Tuesday Simmons[9]
- 2019 : To the Abandoned Sacred Beasts : Miglieglia[10]
- 2019 : Dr. Stone : Yuzuriha Ogawa[11]
- 2019 : Senki Zesshō Symphogear XV : Elsa[12]
- 2020 : Je la vois déjà en haut de l'affiche : Reina[13]
- 2020 : Gleipnir : Chihiro Yoshioka[14]
- 2020 : Shachibato! President, It's Time for Battle! : Yutoria[15]
- 2020 : Mewkledreamy : Yuri Sawamura[16]
- 2020 : Golden Kamui : Enonoka[17]
- 2020 : Akudama Drive : Sœur
- 2021 : Dr. Stone: Stone Wars : Yuzuriha Ogawa
- 2021 : Higehiro : Sayu Ogiwara[18]
- 2021-2023 : The Saint's Magic Power Is Omnipotent : Aira Misono[19],[20]
- 2021 : Amaim Warrior at the Borderline : Shion Shishibe[21]
- 2022 : Trapped in a Dating Sim: The World of Otome Games is Tough for Mobs : Olivia[22]
- 2022 : In the Heart of Kunoichi Tsubaki : Tachiaoi[23]
- 2022 : Love After World Domination : Drone Rabbit[24]
- 2022 : Made in Abyss: The Golden City of the Scorching Sun : Maaa[25]
- 2022 : Extreme Hearts : Michelle Jaeger[26]
- 2022 : Mobile Suit Gundam: The Witch from Mercury : Suletta Mercury, Ericht Samaya[27]
- 2022 : Do It Yourself!! : Purin[28]
- 2023 : Ayakashi Triangle : Suzu Kanade[29]
- 2023 : Frieren : Fern[30]
- 2025 : Blue Box : Ayame Moriya[31]
- 2025 : The Shiunji Family Children : Kotono Shiunji[32]

### Anime diffusés au cinéma
- 2019 : Les enfants du temps : Sasaki

### Jeux vidéo
- 2018 : Kirara Fantasia : Nijou Omi
- 2019 : Final Fantasy XIV: Shadowbringers : Ryne
- 2019 : Magia Record : Mikura Komachi
- 2020 : #COMPASS : Luruca
- 2020 : Action Taimanin : Yozora Hanasaki
- 2020 : Azur Lane : Bunker Hill
- 2020 : Girls' Frontline : MK 12, Scout
- 2020 : Samurai Shodown : Gongsun Li
- 2021 : Azur Lane : Ticonderoga
- 2021 : Kanda Alice mo Suiri Suru. : Alice Kanda[33]
- 2021 : Tsukihime -A piece of blue glass moon- : Hisui[34]
- 2021 : RED:Pride of Eden : Droia[35]
- 2022 : Alchemy Stars : Bethel
- 2022 : Soul Tide 2021 : Amane Inori
- 2022 : Brave Nine : Devi